# Meroka
Meroka SPG-M2B is een nabijheidsverdedigingssysteem voor marineschepen van het Spaanse bedrijf Bazán, nu Navantia.
Het systeem is ingebouwd in een 360° draaibare toren.
De naam komt van het Duitse woord "Mehrrohrkanone", wat "meerloopskanon" betekent.
Meroka wordt geïnstalleerd op alle grotere Spaanse marineschepen.

## Radar
De eerste versies hadden een Lockheed Electronics PVS-2 Sharpshooter-radar die niet mee op de toren gemonteerd was.
Deze kon doelwitten vinden op 5 kilometer afstand.
Later werd deze radar mee op de toren geplaatst en tevens een IR-volgradar van Israëlische makelij en een infraroodcamera toegevoegd.

## Kanon
Het snelvuurkanon van de Meroka bestaat uit 12 Oerlikon 20mm kanonnen die in 2 rijen van 6 geplaatst zijn, in een kleine hoek ten opzichte van elkaar om het impactgebied te vergroten.
Het magazijn bevat 12 maal 60 patronen en elk kanon heeft een vuursnelheid van 120 schoten per minuut.
Het systeem vuurt in salvo's van vier keer drie granaten om de terugslag te minimaliseren.
Volgens de Spaanse marine heeft één salvo van 12 granaten een kans van 87% om een inkomende raket te vernietigen.

## Munitie
Meroka verschiet pantserdoorborende granaten met manchet en lichtspoor (APDS-T) met solide penetrator.
Deze hebben een effectief bereik van circa 2000 meter.